# Henryk Grabowski
Henryk Grabowski   (Czeladź, 19 d'octubre de 1929 - Czeladź, 3 de març de 2012) fou un atleta polonès, especialista en el salt de llargada, que va competir durant la dècada de 1950.
En el seu palmarès destaca una medalla de bronze en el salt de llargada al Campionat d'Europa d'atletisme de 1958. Es proclamà tres vegades campió de Polònia (1952, 1956, 1958) i millorà fins a vuit vegades el rècord de Polònia en salt de llargada.
El 1952 va prendre part en els Jocs Olímpics d'Estiu de Hèlsinki, on quedà eliminat en sèries en la prova del salt de llargada del programa d'atletisme. Quatre anys més tard, als Jocs de Melbourne, fou desè en la mateixa prova.

## Millors marques
- Salt de llargada. 7.81 metres (1957)[5]